# 지글러물쥐
지글러물쥐(Hydromys ziegleri)는 쥐과에 속하는 설치류의 일종이다. 2000년대 중반에 처음 기술되었다. 파푸아뉴기니 산악 지대의 토착종으로 거의 알려져 있지 없다.

## 분류학
2005년 헬전(K. Helgen)이 발견했고, 그후 2007년 헬전과 앨리슨(A. Allison)이 할당했다. 종소명과 일반명은 비숍 뮤지엄에서 사망한 지글러(Alan C. Ziegler) 박사를 기리기 위해 명명했다. 분포 지역과 위협 요인, 개체수에 대한 정보가 알려져 있지 않기 때문에 IUCN 적색 목록에서 정보 불충분 종으로 등재되었다. 연구자들이 기록한 표본은 두 점 뿐이다. 숲 서식지 남벌로 위협을 받는 것으로 추정된다. 산악 지대 북부 경사면에서 서식하는 것으로 추정된다.